# Geilhausen
Geilhausen ist ein Dorf und Ortsteil der Gemeinde Windeck im Rhein-Sieg-Kreis in Nordrhein-Westfalen, das an der Sieg liegt.

## Geographie

### Lage
Das Dorf Geilhausen befindet sich südlich einem Mäander der Sieg und grenzt im Süden des Siedlungsbereiches an die Landesgrenze zu Rheinland-Pfalz und den Landkreis Altenkirchen.

### Nachbarorte
Im Süden von Geilhausen befindet sich das Nachbardorf Niederhausen, mit dem es baulich verschmolzen ist. In diesem Bereich weist der gewählte Straßenname Grenzstraße auf die Begebenheit der Landesgrenzen hin. Im Osten von Geilhausen befindet sich der Ort Au und die Stadt Hamm, im Westen die kleinen Ortschaften Schabernack und Leidhecke, im Nordwesten die Orte Wiedenhof und Imhausen und im Norden Hurst.

## Geschichte
Ab dem 12. Jahrhundert befand sich Geilhausen als Grenzdorf im Südosten des heutigen Rhein-Sieg-Kreises und war bis zum Jahr 1250 den Grafen von Sayn zugeordnet. Nach dem Jahr 1250 wechselte der Besitz bis zum Jahr 1607 zur Grafschaft Berg. 1607 wurde der alte Dorfbereich um Teile des Dorfes Niederhausen im heutigen Rheinland-Pfalz erweitert, weil die Grafen von Sayn Gebiete an den Herzog von Berg abtraten. Die damals festgelegte Gemeindefläche entspricht der heutigen Fläche von Geilhausen.

## Kultur und Sehenswürdigkeiten

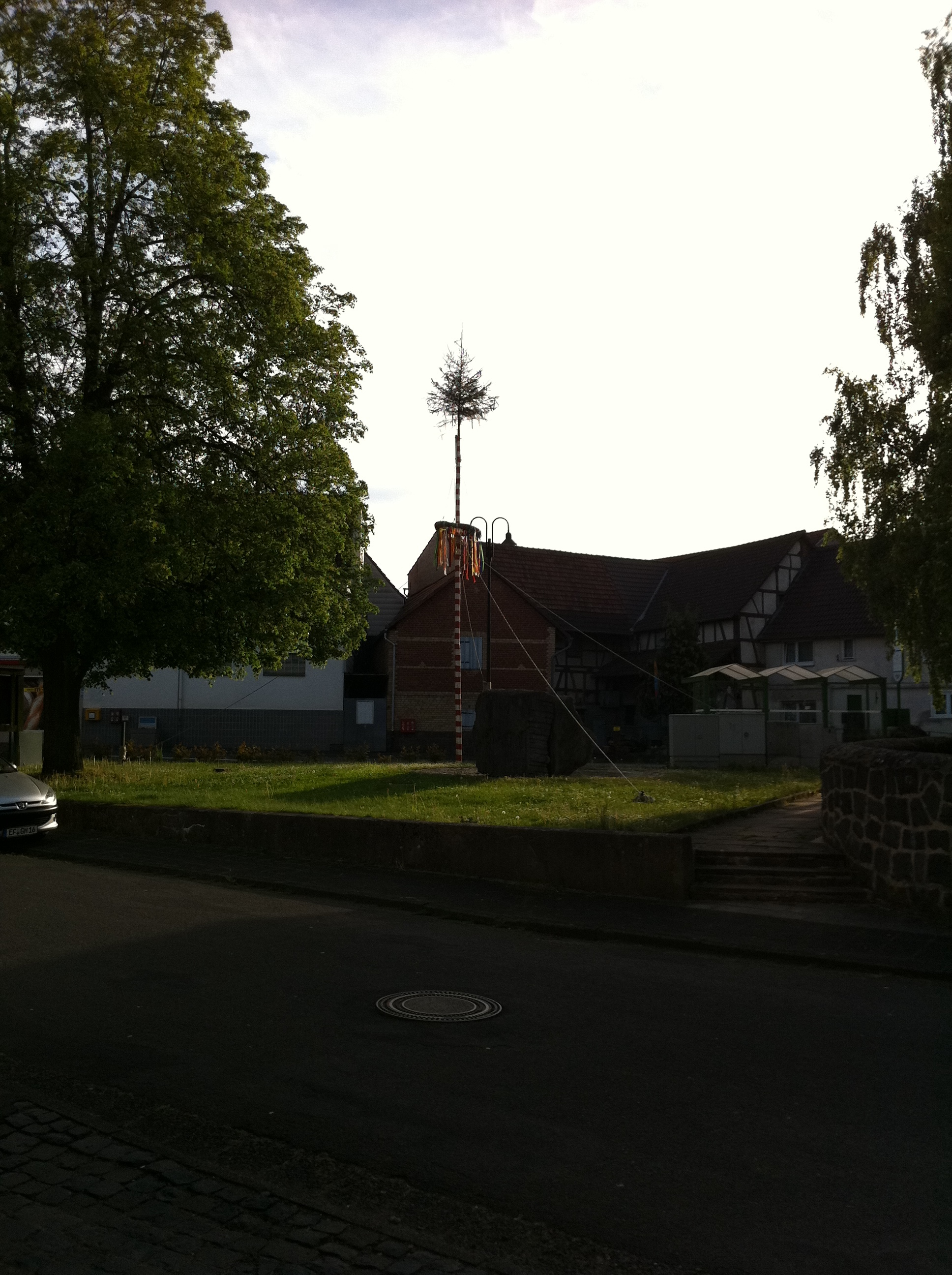
Maibaum in Geilhausen

### Bauwerke

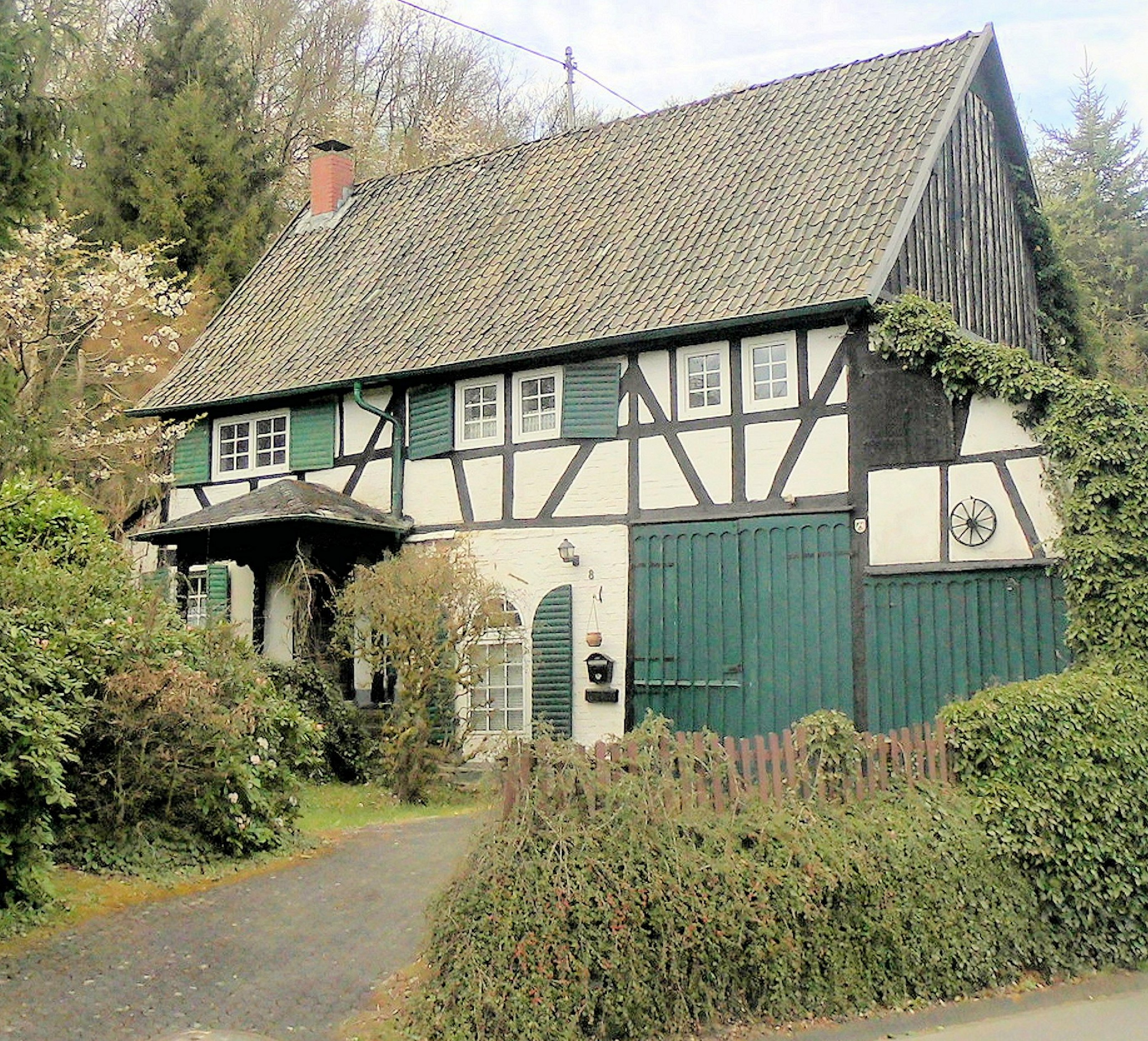
Denkmalgeschütztes Fachwerkhaus Prachter Straße 8

- Schwenkbrücke (heute Fußgängerbrücke)

Die ehemalige Schwenkbrücke über die Sieg wurde in den 1960er Jahren durch eine moderne Fußgängerbrücke aus Beton ersetzt. Sie stellte die Verbindung zwischen Geilhausen und Wiedenhof dar. Die Schwenkbrücke war ein beliebtes Ausflugsziel und Fotomotiv, welches auf Postkarten Verwendung fand, jedoch meist mit der Bildunterschrift für das Nachbardorf Wickhausen beschriftet war.

#### Abgegangene Bauwerke
- Clemenskapelle

Die Clemenskapelle ist ein im Jahr 1974 abgerissenes Kulturdenkmal, welches sich gegenüber auf der anderen Seite der Sieg auf dem Flurstück direkt links <--flussabwärts?-->neben der Fußgängerbrücke befand. Sie war eine im romanischen Stil erbaute Kapelle und einer Sage nach wurde sie nach der Reformation von dem Edelfräulein Margaretha an die evangelische Kirche zu Rosbach verschenkt und im 19. Jahrhundert ging die Kapelle in Privatbesitz über. Es erfolgte ein Umbau für Wohnzwecke und der Raum der Kapelle wurde als Stall benutzt. Nach dem Ende des Zweiten Weltkrieges wurde für die vom Krieg verschonte jedoch mittlerweile baufällige Kapelle ein neuer Eigentümer gesucht. Dies konnte nicht erreicht werden und die Ruine der kleinen Kapelle wurde abgerissen.

### Regelmäßige Veranstaltungen
- Osterfeuer
- Maibaum-Aufstellung
- Sommerfest
- Martinsumzug, mit Pferd und Reiter

## Wirtschaft und Infrastruktur

### Unternehmen
- Ehemaliges Bergwerk Hohe Grete westlich von Geilhausen gelegen.

### Öffentliche Einrichtungen
- Bürgerhaus, es befindet sich zentral im Ort und wurde im Jahr 1982 in Eigenleistung erbaut und im Jahr 2007 erfolgte eine Renovierung. Es wird als Gürzenich bezeichnet.
- Wasserwerk, mit Pumpenhaus und Quelle. Der Quellort wird als Hauptmanns Lärchen bezeichnet.[5]

### Verkehr
Geilhausen hat einen Eisenbahnanschluss an der Bahnstrecke Engers–Au mit dem Bahnhaltepunkt Geilhausen der durch die Linie RB 90 von der Hessischen Landesbahn (HLB) bedient wird.
| Linie | Verlauf | Takt   |
| ----- | --- | ------ |
| RB 90 | Westerwald-Sieg-Bahn: (Kreuztal – Siegen-Geisweid – Siegen-Weidenau –)* Siegen Hbf – Eiserfeld (Sieg) – Niederschelden Nord – Niederschelden – Mudersbach – Brachbach – Freusburg Siedlung – Kirchen – Betzdorf (Sieg) – Scheuerfeld (Sieg) – Niederhövels – Wissen (Sieg) – Etzbach – Au (Sieg) – Geilhausen – Hohegrete – Breitscheidt (Kr Altenkirchen Ww) – Kloster Marienthal (wochentags zweistdl.) – Obererbach – Altenkirchen (Westerwald) – Ingelbach – Hattert – Hachenburg – Unnau-Korb – Nistertal-Bad Marienberg (– Büdingen (Westerw) – Enspel – Rotenhain) (zweistündlich) – Langenhahn – Westerburg – Willmenrod – Berzhahn – Wilsenroth – Frickhofen – Niederzeuzheim – Hadamar – Niederhadamar – Elz (Kr Limburg/Lahn) – Staffel – Diez Ost – Limburg (Lahn) * einzelne Züge an Werktagen Stand: Fahrplanwechsel Dezember 2024 | 60 min |

Im Norden von Geilhausen auf der anderen Seite der Sieg verläuft die Bundesstraße 256 mit den nächsten Anschlüssen in den Nachbarorten Pracht im Südosten und Wiedenhof im Norden.